# Yannick Rott
Yannick Rott (Schiltigheim, 27 settembre 1974) è un ex calciatore francese, di ruolo difensore.

## Carriera
Dopo una stagione al Racing Club de Strasbourg, durante la quale ha vinto il Campionato francese cadetti, ha firmato come professionista con il club nel giugno 1992. Ha giocato la sua prima partita in Division 1 contro il Valenciennes Football Club il 9 gennaio 1993, all'età di 18 anni. 
Dalla stagione 1993-1994 in poi è stato un titolare della difesa dello Strasburgo, con cui ha disputato e vinto la finale della Coppa di Lega francese 1996-1997. Nel 1998 passa al Tolosa, poi al Créteil-Lusitanos nel 2000. Seguono una stagione al Gazélec Ajaccio nel 2003-2004, due stagioni al Gap nel campionato di calcio amatoriale francese e due stagioni finali al Fréjus. Si è ritirato nel 2009 dopo una stagione al Muret.
Yannick Rott è un internazionale Under-18 e Under-21 francese. Con la squadra francese ha vinto il Campionato mondiale militare di calcio nel 1995 e si è classificato terzo al Campionato europeo di calcio Under-21 nel 1996.

## Palmarès

### Club
- Coppa di Lega francese: 1

Strasburgo: 1996-1997